# Suō (provincia)

Mappa delle province giapponesi con la provincia di Suo evidenziata

Suo formalmente scritta come Suō no Kuni (周防国?) fu una provincia del Giappone nell'area che è ora la parte orientale della prefettura di Yamaguchi. Suo confinava con le province di Aki, Iwami e Nagato.
L'antica capitale di Suo era Hofu.
Suo fu governata per gran parte del periodo Muromachi dal clan Ouchi, che costruì un castello a Yamaguchi; nel periodo Sengoku fu conquistata dal clan Mori che la governò a distanza per la maggior parte del periodo Edo.